# Róbert Cyprian
Róbert Cyprian (* 31. August 1971) ist ein slowakischer Badmintonspieler. 

## Karriere
Róbert Cyprian wurde 1994 erstmals nationaler Meister in der Slowakei. Ein weiterer Titelgewinn folgte ein Jahr später. 1995 nahm er an den Badminton-Weltmeisterschaften teil.